# Contratto finale
Contratto finale (Final Contract: Death on Delivery) è un film del 2006, diretto da Axel Sand.

## Trama
David Glover è un giovane americano che lavora come corriere presso l'azienda di suo zio. Nella stessa azienda lavora anche Jenny, una ragazza di cui David è innamorato ma a cui non riesce a dichiararsi.
Durante una delle sue consegne, David incontra la bella Lara, che afferma di essere una poliziotta e lo coinvolge in uno scontro a fuoco.